# بيتر فورمان
بيتر فورمان (9 مارس 1934 - ) (بالإنجليزية: Peter Forman)‏ هو لاعب كريكت بريطاني.